# 圣迪藏迪加
圣迪藏迪加（法語：Saint-Dizant-du-Gua，法語發音：[sɛ̃ dizɑ̃ dy ɡa]）是法国滨海夏朗德省的一个市镇，位于该省南部，属于容扎克区。

## 地名
该地名“Saint-Dizant-du-Gua”发音为[sɛ̃ dizɑ̃ dy ɡa]而非[sɛ̃ dizɑ̃ dy ɡɥa]，《世界地名译名词典》将其误译作“圣迪藏-迪居阿”。

## 地理
圣迪藏迪加（45°25'56"N, 0°42'14"W）面积18.44 平方千米，位于法国新阿基坦大区滨海夏朗德省，该省份为法国西部滨海省份，北起旺代省，西临大西洋，南至吉倫特省，东南接多爾多涅省，东北接德塞夫勒省接壤，东临夏朗德省。
与圣迪藏迪加接壤的市镇（或旧市镇、城区）包括：洛里尼亚克、圣西耶迪塔永、吉伦特河畔圣福尔、圣拉梅、圣托马德科纳克、圣克里斯托利-梅多克、贝加当。
圣迪藏迪加的时区为UTC+01:00、UTC+02:00（夏令时）。

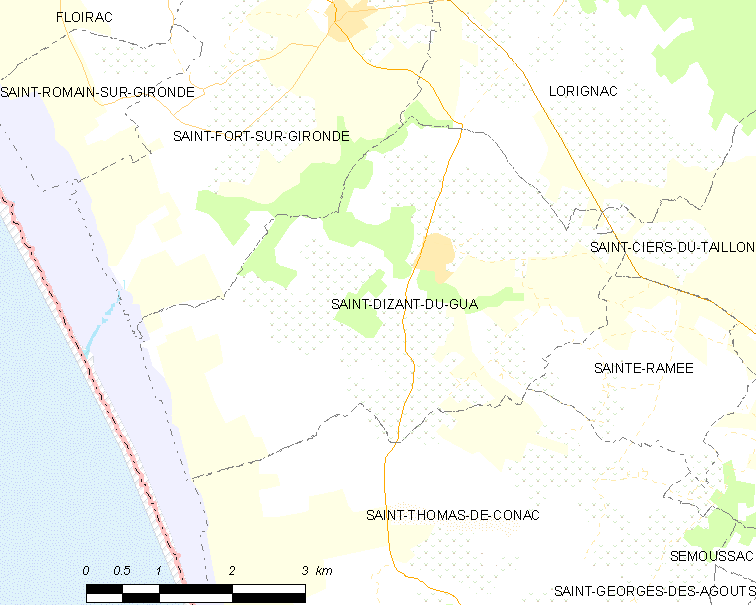
圣迪藏迪加的OSM定位图

## 行政
圣迪藏迪加的邮政编码为17240，INSEE市镇编码为17325。

## 政治
圣迪藏迪加所属的省级选区为蓬镇县。

## 人口

1962-2008年间圣迪藏迪加人口变化图示

圣迪藏迪加于2022年1月1日时的人口数量为501人。